# Chris Wyles
Chris Wyles (nacido en Stamford, Connecticut el 13 de septiembre de 1983) es un jugador de rugby estadounidense que juega para la selección de rugby de Estados Unidos y actualmente (2015) para los Saracens en la Aviva Premiership. Usualmente juega de zaguero o ala, pero también puede jugar de centro. Wyles es el zaguero con más partidos en la historia de la selección estadounidense. Wyles ha capitaneado la selección nacional de rugby 7.

## Antecedentes
Wyles creció en Allentown, Pennsylvania antes de trasladarse al Reino Unido, país del que eran originarios sus padres, cuando tenía once años de edad. Luego acudió al Haileybury and Imperial Service College en Hertford y después estudió política en la Universidad de Nottingham.

## Carrera

### Clubes
El primer club profesional de Wyles fue el equipo del campeonato, Nottingham RFC. Luego jugó con Northampton Saints, durante la temporada 2006/2007. Fue en esta época cuando llamó la atención de los entrenadores del equipo de rugby nacional de Estados Unidos, lo que al final dio como resultado que actuara en la IRB Sevens World Series y la Copa Mundial de Rugby de 2007. 
Wyles se unió a los Saracens en el verano de 2008, después de impresionantes actuaciones en la Copa Mundial. Eddie Jones, que estaba en el equipo que entrenaba a los Springboksk, vio el potencial de Wyles, y cuando Jones se convirtió en director de rugby en los Saracens firmó con Wyles para su equipo. Wyles debutó con los Saracens el 24 de agosto de 2008 contra los Sale Sharks.
En la temporada 2009/2010 fue un titular con regularidad, en el ala, y jugó co los Saracens que ganó a Leicester RFC en la final de la Aviva Premiership. Para sus actuaciones durante la temporada 2009/10, Wyles fue nominado para "Jugador de la temporada" por Brendan Venter. También fue figura clave en la exitosa temporada del equipo triunfador en la Premiership 2010/11, saliendo de titular en 20 partidos y liderando al equipo en metros ganados (909 metros). En la temporada 2014-15, Wyles anotó 13 ensayos, empatado en el segundo tiempo en la English Premiership.

### Internacional
Wyles representó primero a los Estados Unidos en la categoría de rugby 7 en los Hong Kong Sevens de 2007. De ahí, pasó a capitanear el equipo estadounidense en la IRB Sevens World Series, llevando al equipo a la categoría core. Durante esta época logró una impresionante cifra de 54 ensayos en 13 torneos.
Wyles debutó con la selección de rugby XV con la Churchill Cup en el año 2007 contra los England Saxons antes de pasar a jugar como zaguero con las Águilas en la Copa Mundial de Rugby de 2007. Sus actuaciones en la Copa Mundial lo llevó a ser escogido por American Rugby News "Jugador del año" Desde la Copa Mundial, ha sido titular con regularidad en la posición de zaguero con el equipo nacional. En 2009, Wyles fue incluido en el equipo estadounidense de la década por RugbyMag, una destacada publicación estadounidense dedicada al rugby. Wyles también estuvo en la selección que jugó en la Copa Mundial de Rugby de 2011, acabando ser el jugador de su equipo que consiguió más puntos. En 2012 fue escogido como "Jugador del año" del rugby estadounidense en el año 2012.
Seleccionado para jugar con Estados Unidos en la Copa Mundial de Rugby de 2015, puntuó en el primer partido, contra Samoa, gracias a un ensayo en el minuto 33, lo que no evitó la derrota de su equipo 25-16. Chris Wyles anotó otro ensayo en la derrota de su equipo frente a Japón 28-18.